# Šplhavnice zlatá
Šplhavnice zlatá (Epipremnum aureum) je druh rostliny rodu šplhavnice z čeledi árónovité, pocházející z ostrova Moorea ve Francouzské Polynésii. Má dvě výrazně odlišné formy: juvenilní a dospělou. Zatímco juvenilní forma, pěstovaná jako nenáročná popínavá pokojová rostlina, má bylinný stonek a celkem malé listy, dospělá forma je naproti tomu mohutná dřevnatá liána s velkými listy. Dospělá forma se objevuje pouze u rostlin vysazených venku v tropických zemích.
V oblasti tropů se řadí mezi invazní druhy. Ve vhodném prostředí se rychle rozrůstá, dusí vegetaci včetně stromů a není snadné ji vykořenit.

## Kultivary
V komunitě pěstitelů pokojových rostlin je známo několik kultivarů. Mezi běžné odrůdy patří Golden Pothos, Neon, N'Joy, Pearls n' Jade, Marble Queen, Jade, Manjula, Global Green a Jessenia.